# AMIx WORLD
Albums de Ami Suzuki
Around the World
(2005) Connetta
(2007)
Remix par Ami Suzuki
Blooming
(2010)
Amix World (écrit en capitales : AMIx WORLD ; jeu de mots entre le prénom Ami et la phrase a mix world) est le 1er album de remix de titres d'Ami Suzuki, sorti en 2006.

## Présentation
L'album sort le 29 mars 2006 au Japon sous le label Avex Trax, produit par Max Matsuura. Il atteint la 83e place du classement de l'Oricon. Il se vend à 2 662 exemplaires la première semaine, et reste classé pendant 2 semaines, pour un total de 3 567 exemplaires vendus durant cette période, ventes anecdotiques qui en font la plus faible vente d'un disque de la chanteuse.
Il contient des versions remixées de titres parus sur les disques d'Ami Suzuki sortis jusqu'alors avec avex, excluant seulement le maxi-single Little Crystal, c'est-à-dire : les singles Delightful, Eventful, Negaigoto, Around the World, l'album homonyme Around the World sorti cinq mois auparavant (pour les titres Sweet Voice et I'm alone), et le single Fantastic sorti le mois précédent. Les remix sont de genres trance et house music, réalisés par des DJs connus au Japon ou à l'international comme Ferry Corsten ou Jonathan Peters (en). La chanson Around the World est remixée sept fois sur l'album, une version différente étant incluse tous les deux titres. Trois des remix de l'album était déjà parus sur les singles Delightful (édition limitée seulement), Eventful (pour le remix de Hopeful), et Negaigoto.

## Liste des titres
| 1.  | Around the World (Sham-poo vs. Heavens Wire RMX)                           | Shohei Matsumoto     | 5:37 |
| 2.  | Hopeful (M.O.R. Remix)                                                     | M.O.R.               | 4:04 |
| 3.  | Around the World (Ferry Corsten Radio Mix)                                 | Ferry Corsten        | 5:25 |
| 4.  | Delightful (G.C.D.Mix)                                                     | Shouichiro Hirata    | 4:52 |
| 5.  | Around the World (Jonathan Peters Club Mix)                                | Jonathan Peters (en) | 4:26 |
| 6.  | Eventful (Bulldozzer Remix)                                                | Bulldozzer           | 4:04 |
| 7.  | Around the World (Space Cowboy 05)                                         | Nicolas Dresti       | 3:11 |
| 8.  | Negaigoto (Dub's The wish was fulfilled Remix) (ねがいごと…)               | Dub Master ×         | 5:05 |
| 9.  | Around the World (Wall5 Remix)                                             | Heigo Tani           | 5:33 |
| 10. | Sweet Voice (Clazziquai Project RMX) (chanson de l'album Around the World) | Clazziquai Project   | 4:19 |
| 11. | Around the World (dark fazz electro mix)                                   | Motonari Murakawa    | 4:44 |
| 12. | I'm alone (Futon Dark Star Remix) (chanson de l'album Around the World)    | Futon / David Coker  | 5:59 |
| 13. | Around the World (Endroll Remix Ryo-G)                                     | Ryo-G                | 6:00 |
| 14. | Fantastic (Ferry Corsten Radio Mix)                                        | Ferry Corsten        | 4:24 |